# Partito Comunista del Canada (Marxista-Leninista)
Il Partito Comunista del Canada (Marxista-Leninista) (in inglese Communist Party of Canada (Marxist-Leninist), CPC (ML); in francese Parti communiste du Canada (marxiste-léniniste), PCC-ML) è un partito federale comunista canadese. Pur essendone contrario, il PCC(ml) si presenta alle elezioni come Partito Marxista-Leninista del Canada, poiché le agenzie elettorali del Paese non vogliono creare confusione con il già esistente Partito Comunista del Canada.

## Storia
Il 13 marzo 1963, mentre il Partito Comunista del Canada si schierava con l'Unione Sovietica nella crisi sino-sovietica, Hardial Bains fondò il gruppo studentesco "Internazionalisti", di ispirazione maoista, presso l'Università della Columbia Britannica. Il gruppo operò un continuo lavoro di radicamento che ne vide la significativa crescita per sette anni; il 31 marzo 1970, i suoi membri decisero di costituirsi in partito, fondando così il Partito Comunista del Canada (marxista-leninista), con Bains presidente del Comitato Centrale.
Il Partito partecipò alle elezioni per la Camera dei Comuni per la prima volta nel 1974. Conseguentemente alle proprie posizioni rivoluzionarie, il PCC(ml) riteneva che partecipare alle elezioni fosse un metodo per farsi conoscere dalle masse e smascherare la funzione reazionaria del parlamento. Questa fu la prima volta che venne conosciuto come "Partito Marxista-Leninista del Canada", anche se, al di fuori delle elezioni, continua a chiamarsi PCC(ml). Il 1979 e il 1980 videro il maggiore successo elettorale per il Partito.
Il PCC(ml) si dichiarava aderente alla linea ideologica del marxismo-leninismo e del pensiero di Mao Tse-tung, contro quello che identificava come il revisionismo sovietico. Nel 1978, Enver Hoxha (visto dai maoisti come il più grande dirigente comunista dopo lo stesso Mao, morto due anni prima) ruppe con il maoismo, scatenando la crisi sino-albanese, scatenando una spaccatura nel movimento maoista. Il PCC(ml) a questo punto ripudiò il maoismo e si schierò con il Partito del Lavoro d'Albania fino al crollo dell'Albania socialista nel 1992.
Nel 1998 morì Hardial Bains e la presidenza del Partito fu assunta da sua moglie, Sandra L. Smith, eletta dal Congresso di quello stesso anno.
Nel corso della sua esistenza, il PCC(ml) ha fondato l'Unione della Gioventù Comunista del Canada (marxista-leninista) e il Nucleo dei Lavoratori, organizzazioni di massa ancor oggi controllate dal Partito.

## Posizioni attuali
Specialmente dopo il crollo dell'Unione Sovietica, il PCC(ml) moderò le proprie posizioni rispetto a Stati quali Cuba e la Corea del Nord, che prima riteneva revisionisti e a capitalismo di Stato. Affascinato dall'idea del Juche, essendo lui stesso impegnato a sviluppare una posizione ideologica più indipendente, Bains cominciò a sostenere la RPDC e i suoi dirigenti Kim Il-sung e Kim Jong-il. Negli anni Novanta, inoltre, visitò Cuba, cambiando la propria opinione in merito ed enfatizzandola come paese socialista; attualmente, il PCC(ml) ha stretti contatti con l'Ambasciata cubana di Ottawa e cura l'edizione canadese del Granma.
Il PCC(ml) è attivo in diverse organizzazioni sindacali, come l'Unione dei Lavoratori Postali Canadesi, i Metalmeccanici Uniti di America ed altri. In particolare, la sezione di Hamilton (Canada) dei Metalmeccanici è diretta da un membro del Partito. Il PCC(ml) è stato anche molto attivo nei movimenti di protesta contro la guerra in Afghanistan e Iraq.
Il PCC(ml) promette, se eletto, di costituire un Comitato Cittadino per la Rinascita Democratica, per permettere una maggiore democrazia diretta e far sì che siano i cittadini e non i partiti a scegliere i candidati.

## Posizioni ideologiche
Negli anni Ottanta, il PCC(ml) ha cominciato a sviluppare una propria posizione ideologica, indipendente tanto dal maoismo quanto dal cosiddetto hoxhaismo. Nel fare ciò, Bains è stato particolarmente affascinato dall'ideologia Juche nordcoreana, che infatti il Partito del Lavoro di Corea ritiene l'applicazione del marxismo alla realtà della rivoluzione coreana. Specialmente dopo la morte di Hoxha, il Partito adottò il motto "Noi siamo i nostri modelli".
All'inizio del nuovo millennio, il PCC(ml) ha cominciato a parlare di un "pensiero marxista-leninista contemporaneo". Ciò è stato riaffermato dall'VIII Congresso, tenutosi nel settembre 2008, che sta portando il PCC(ml) a riavvicinarsi gradualmente al più antico Partito Comunista del Canada.

## Capi partito
- Hardial Bains (1970–1997)
- Sandra L. Smith (1998–2008)
- Anna Di Carlo (2008–oggi)

## Congressi nazionali
- I Congresso – Guelph, maggio 1971
- II Congresso – Montréal, marzo 1973
- III Congresso – Montréal, 6 febbraio–13 marzo 1977
- Congresso Speciale – Montréal, 29 aprile–9 maggio 1978
- IV Congresso –
- V Congresso –
- VI Congresso –
- VII Congresso –
- VIII Congresso – Montréal, settembre 2008